# Željko Karaula (povjesničar)
Željko Karaula hrvatski je povjesničar. Istražuje noviju hrvatsku i jugoslavensku povijest, a osobito se detaljno bavi rasvjetljavanjem brojnih pitanja vezanih uz povijest rodnoga grada i okolnih krajeva. Stalni je suradnik Zavoda za znanstvenoistraživački rad i umjetnost HAZU u Bjelovaru.  Član je Dukljanske akademije nauka i umjetnosti (DANU) iz Podgorice i aktivist je u njegovanju hrvatsko-crnogorskih znanstveno-kulturnih vrijednosti. Autor je monografije "Mačekova vojska", "Hrvatska nacionalna omladina – HANAO", monografije o poznatom hrvatskom ekonomistu "Rudolf Bićanić – Prilozi za biografiju", urednik i pisac predgovora "Dnevničkih zapisa Alojzija Stepinca 1934. – 1945 – iz arhiva UDBA-e" i drugih znanstvenih knjiga. Završio studij povijesti i filozofije te doktorirao povijesne znanosti. Glavni je urednik je časopisa Matice hrvatske Daruvar Zbornik Janković, te član uredništva drugih znanstvenih časopisa u Hrvatskoj i inozemstvu. Član je užeg uredništva časopisa Radovi Zavoda za znanstvenoistraživački i umjetnički rad HAZU u Bjelovaru, kao i član uredničkog vijeća časopisa Cris iz Križevaca te član redakcije časopisa "Gledišta" s Cetinja (Crna Gora) kao i član uređivačkog odbora časopisa "Vrela" ogranka Matice hrvatske Daruvar. 

## Životopis

### Odrastanje i školovanje
Željko Karaula rođen je u Bjelovaru. Sin je Željka Karaule, poznatog hrvatskog građevinskog inženjera (hidrotehnički smjer) Za postignute rezultate i zasluge u razvoju vodnoga gospodarstva u SFRJ odlikovan 1987. Ordenom rada sa srebrnim vijencem, a 1996. ga je predsjednik Republike Hrvatske odlikovao Redom Danice hrvatske s likom Blaža Lorkovića za njegove zasluge oko rješavanja vodoopskrbe grada Zadra u vrijeme srpske okupacije zadarskog zaleđa i razvoja vodnog gospodarstva u Hrvatskoj. Krajem 1980-ih godina bio je na mjestu saveznog sekretara za vodoprivredu u Beogradu. Njegova baka, učiteljica Olga Karaula (rođ. Horvat) zajedno s Josipom Brozom Titom u Velikom Trojstvu kraj Bjelovara (Tito je boravio i radio ovdje kao strojar od 1921. do 1925. godine) osnovala Diletantsko društvo te bila nazočna njegovom uhićenju te nezgodi s okom u Polakovom mlinu, od kada Josip Broz nosi naočale. Majka mu je Tanja Karaula (rođ. Kranjčević), profesorica hrvatskog jezika i književnosti, koja je u drugoj polovici 1960.-ih godina bila dijelom bjelovarskog književnog kruga oko hrvatskog pjesnika Željka Sabola. S očeve strane obitelj je porijeklom iz okolice Livna, selo Ljubunčić (Bosna i Hercegovina), a s majčine iz bilogorsko-moslavačkog kraja (Garešnica). Izravni predak obitelji je poznati bosanski franjevac Lovro Karaula (1800. – 1875.) koji je tada djelovao u Bosni i Hercegovini kao pristalica i pobornik hrvatskog preporoditelja Ljudevita Gaja u njegovoj ideji „lirskog kraljevstva”, ali i kao suradnik srpske vlade na istoj ideji.
U Bjelovaru završava Ekonomsku i birotehničku školu. Nakon godine dana na Pravnom fakultetu Sveučilišta u Zagrebu, upisuje i završava Filozofski fakultet Sveučilišta u Zagrebu, gdje stječe naslov profesora povijesti i filozofije. Nakon diplome radi jedno vrijeme kao profesor povijesti u OŠ „Veliko Trojstvo“ kraj Bjelovara. Još kao srednjoškolac, a posebno u studentsko vrijeme intenzivno se bavio šahom, sudjelovao na turnirima i natjecanjima kao član ŠK Bjelovar (prije 1991. ŠK "Petar Drapšin").
Na početku svoje spisateljske djelatnosti 1997. godine izašla mu je zbirka pjesama Vodena krila. Godine 2006. postaje direktor poduzeća za marketing, usluge i ugostiteljstvo ALCA d.o.o. Bjelovar.
Poslijediplomski studij povijesti upisuje 2008. godine na Hrvatskim studijima Sveučilišta u Zagrebu da bi doktorsku disertaciju Hrvatska seljačka zaštita u Kraljevini Jugoslaviji pod mentorstvom Ivice Miškulina obranio 2015. godine.

### Znanstveno-istraživački rad
Godine 2016. stječe znanstveno zvanje znanstvenog suradnika, a dvije godine kasnije dobiva nagradu za znanost "Pečat Grada Bjelovara." Iste godine (2018.) od Crnogorskog fakulteta za književnost i jezik na Cetinju dobiva nagradu za znanstveni doprinos njegovanju hrvatsko-crnogorskih znanstvenih veza. Godine 2021. njegova knjiga Političke prilike i Domovinski rat u Daruvaru 1990-1995. koju je izdao daruvarski ogranak MH dobila je Srebrnu povelju Matice hrvatske, da bi istu nagradu dobio i 2023. za biografsku knjigu Bjelovar i Hrvatska u srcu. Željko Sabol: pjesnik, likovni kritičar, proljećar, leksikograf. Prilozi za biografiju (1941. – 1991.) koju je sada izdao Ogranak MH u Bjelovaru. Aktivan je suradnik Zavoda HAZU Bjelovar gdje je nositelj projekta Zavoda „Povijest gradova Bjelovarsko-bilogorske županije“. Znanstveno se usavršavao u Institutu za istoriju (Sarajevo) i Institutu „Ivo Pilar“ u Zagrebu. Kao doktorand Hrvatskih studija Sveučilišta u Zagrebu dobitnik je stipendije vlade Crne Gore za znanstvena istraživanja 2011. godine. Iduće 2012. godine dobiva stipedinju Grada Bjelovara za znanstveno istraživanje povijesti toga grada u arhivima Republike Austrije (Beč i Graz). Istovremeno dobiva potporu i za istraživanja u Njemačkoj, Poljskoj i Velikoj Britaniji. Znanstveno je istraživao na projektima Zavoda HAZU Bjelovar i Dukljanske akademije znanosti i umjetnosti (DANU) te Zajednice Crnogoraca u Hrvatskoj u arhivima Beča, Budimpešte, Maribora, Beograda, Podgorice, Cetinja, Praga i dr. Od početka 2022. stalni je suradnik Instituta za historiju, demografiju i antropologiju Sandžaka u okviru BANU i od ranije suradnik DANU iz Podgorice. Godine 2018. dobiva dvotjednu stipendiju Fakulteta za crnogorski jezik i književnost iz Cetinja na istraživanju u tamošnjim arhivima. Glavni je urednik časopisa ogranka Matice hrvatske iz Daruvara Zbornik Janković od 2016. godine, potpredsjednik toga ogranka i član uredništva Radovi Zavoda HAZU Bjelovar. 

Član je Družbe Braća hrvatskog zmaja (pročelnik Zmajskog stola Bjelovar). Također je član Društva za hrvatsku povjesnicu i ICARUS Hrvatska te Društva hrvatskih književnika (podravsko-prigorski ogranak).
Posjeduje knjižnicu koja sadrži oko 10.000 knjiga i periodike povijesnog sadržaja. Sudionik je brojnih međunarodnih (Poznan, Budimpešta, Budva, Pariz, Sarajevo, Pečuh, Beč itd.) i domaćih znanstvenih skupova. Objavio je 19 znanstvenih monografija i 13 uredničkih knjiga (uz dvije zbirke pjesama) te održao niz pozvanih javnih predavanja. Bibliografija mu obuhvaća preko 350 znanstvenih članaka i prikaza.

#### Kontroverze i reakcije
Njegova knjiga Mačekova vojska – hrvatska seljačka zaštita u Kraljevini Jugoslaviji (2015.) izazvala je određena sporenja u hrvatskim povjesničarskim krugovima jer je dovela u pitanje do tada proklamiranu pacifističku politiku HSS-a te iznijela na vidjelo i militarističku dimenziju hrvatskog seljačkog pokreta. Neki su naglasili da je Zaštita imala značajniju ulogu u pomoći ustaškom pokretu da preuzme vlast nakon jugoslavenskog sloma u travnju 1941. u čemu se željelo pokazati da je infiltracija ustaških elemenata u njene redove prije rata bila značajnija.
Početkom 2020. izbio je medijski spor između Željka Karaule i Katoličke crkve u Hrvatskoj jer je Karaula priredio prijepis dnevničkih zapisa nadbiskupa Alojzija Stepinca 1934. – 1945. koje je napravila UDBA 50-ih godina 20 stoljeća, a koji su se čuvali u Hrvatskom državnom arhivu i postali dostupni javnosti krajem 2017. godine. Knjigu je izdala nakladnička kuća "Despot infinitus" iz Zagreba. Katolička crkva je smatrala da je Dnevnik Alojzija Stepinca vlasništvo Zagrebačke nadbiskupije na što su Karaula i nakladnik naglasili da oni objavljuju arhivsku građu iz "Dosjea Stepinac" koja se čuva u HDA. To je javno dostupna građa za istraživanje i za objavu toga materijala nije potrebno tražiti nikakvo dopuštenje Zagrebačke nadbiskupije. Knjiga je 2021. godine ušla u uži izbor Jagiellonskog Sveučilištu (Universitas Jagellonica Cracoviensis) za najbolju knjigu te godine koju su stranci napisali o povijesti jugoistočne Europe.
Za njegovu knjigu "Sekula Drljević (1884-1945) - politička biografija" (CKF-DANU, Podgorica, 2022.) akademik CANU Šerbo Rastoder napisao je da je to jedna od najboljih biografskih studija crnogorskog političara u 20. stoljeću okarakterizirajući je kao "trijumf istorijske nauke".

## Djela

### Znanstvene knjige
- Studije iz povijesti Bjelovara (1848. – 1991.), Čvor, Bjelovar, 2011. ISBN 978-953-310-012-8[28]
- HANAO – Hrvatska nacionalna omladina, Naklada Breza: Zagreb, 2011. ISBN 978-953-7036-62-1[29]
- Moderna povijest Bjelovara 1871-2010. Od razvojačenja Varaždinske krajine do suvremenog Bjelovara, ALCA d.o.o.- Naklada Breza: Bjelovar, 2012.ISBN 978-953-7928-00-1[30]
- Hrvoje, Petrić, Željko, Holjevac, Željko, Karaula, Povijest grada Bjelovara, HAZU Bjelovar-HAZU Zagreb: Zagreb-Bjelovar, 2013. (autorovo 247. – 463.) ISBN 978-953-154-183-1[31]
- Mačekova vojska. Hrvatska seljačka zaštita u Kraljevini Jugoslaviji, Despot infinitus d.o.o.: Zagreb, 2015. ISBN 978-953-7892-42-5[32]
- Rudolf Bićanić – intelektualac, ideolog, antifašist, ekonomist, HAZU – Zavod HAZU Bjelovar: Zagreb-Bjelovar, 2018. ISBN 978-953-347-212-6[33]
- Povijest Grubišnog Polja, HAZU Bjelovar – HAZU Zagreb: Zagreb-Bjelovar, 2019. ISBN 978-953-347-267-6[34]
- Političke prilike i Domovinski rat u Daruvaru (1990. – 1995.), Ogranak MH Daruvar: Daruvar, 2020. ISBN 978-953-97096-6-0[35]
- Ratni put 105. bjelovarske brigade HV, Udruga 105. brigade Hrvatske vojske, Bjelovar, 2020. ISBN 978-953-59195-2-0[36]
- Sekula Drljević: 1884. – 1945.: Politička biografija, Crnogorski kulturni forum – DANU, 2022. ISBN 978-9940-554-99-6 – COBISS.CG-ID 22879492[37]
- Kronologija povijesti gradova Bjelovarsko-bilogorske županije (suautor), HAZU – Zavod za znanstvenoistraživački i umjetnički rad u Bjelovaru, Zagreb-Bjelovar, 2020.ISBN 978-953-59195-2-0
- Daruvar u srednjem vijeku, Družba "Braće Hrvatskog Zmaja", Zagreb, 2021. ISBN 978-953-6928-39-2[38]
- Povijest Daruvara, Hrvatska akademija znanosti i umjetnosti-Zavod HAZU Bjelovar, Zagreb-Bjelovar, 2021. (suautor) ISBN 978-953-347-418-2
- Vjekoslav Dominković: Moji doživljaji: Autobiografija – Prinos proučavanju života i djela hrvatskih pedagoga, Hrvatska akademija znanosti i umjetnosti – Zavod za znanstvenoistraživački i umjetnički rad u Bjelovaru, knjiga 15., Zagreb-Bjelovar, 2021. – (suautor prof. dr. sc. Vladimir Strugar) ISBN 978-953-347-426-7[39]
- Željko Sabol: pjesnik, likovni kritičar, proljećar, leksikograf. Prilozi za biografiju, Ogranak MH u Bjelovaru, Bjelovar, 2023. ISBN  978-953-8080-03-6
- Prim.dr. Josip Jagodić: Pravednik među narodima, Družba "Braća Hrvatskog zmaja", Bjelovar, 2023. (suautor Dubravko Habek) ISBN  978-953-6928-42-2
- Židovi u Bjelovaru – od doseljavanja do Holokausta, Družba "Braća Hrvatskog zmaja", Bjelovar, 2023. ISBN  978-953-6928-43-9
- Židovi u Daruvaru – život i uništenje jedne zajednice, Židovska općina Daruvar - Družba "Braća Hrvatskog Zmaja", Daruvar-Zagreb, 2024. ISBN  978-953-4897-41-6[40]
- Povijest Garešnice - garešničko srednjovjekovlje–vojna općina–slobodni grad, Meridijani - Družba "Braća Hrvatskog Zmaja", Garešnica, 2025. ISBN  978-953-239-295-1

### Uredničke knjige
- „Oko mene”. Milan Rojc i Bjelovar (1879-1906), (priredio i napisao predgovor Željko Karaula), I-III., Medicinski fakultet u Zagrebu – Naklada Horvat: Zagreb-Bjelovar, 2011-2013. ISBN 978-953-97958-3-0[41]
- Budislav Budisavljević-Prijedorski, Memoari – Pomenci iz moga života (urednik i pisac predgovora Željko Karaula), Tiskara Horvat: Bjelovar, 2012.ISBN 978-953-97958-9-2
- Hinko Krizman, Dnevnik (1937. – 1941.) Život u politici (urednik i pisac predgovora Željko Karaula), Gradski muzej Varaždin-Tiskara Horvat: Varaždin-Bjelovar, 2014. ISBN 978-953-7928-01-8
- Pavelićev diplomat na jugoistoku Europe, Tiskara Horvat, Bjelovar, 2017., (priređivač i pisac predgovora Željko Karaula) ISBN 978-953-7928-08-7[42]
- Manfred Paštrović, Generacija dvaju ratova, (urednik i pisac predgovora Željko Karaula), Tiskara Horvat: Bjelovar, 2018. ISBN 978-953-7928-02-5
- Dnevnik Milana Grlovića, svezak I-III., HAZU – Zavod HAZU Križevci; Zagreb-Križevci, 2018-2020. ISBN 978-953-347-213-3[43]
- Dnevnički zapisi Alojzija Stepinca 1934. – 1945. u arhivu UDBA-e, Despot infinitus d.o.o.:Zagreb, 2020. ISBN 978-953-8218-66-8[44]
- Bjelovar i Domovinski rat. Dokumenti. Izvješća bjelovarskog garnizona JNA u Republici Hrvatskoj (siječanj-rujan 1991.), knjiga 1., Zmajski stol Bjelovar – ALCA d.d., Tiskara Horvat, Bjelovar, 2021. ISBN 978-953-7928-19-3
- Leo Pfeffer, Istraga u Sarajevskom atentatu (pretisak - urednik i pisac predgovora Željko Karaula), Družba "Braća Hrvatskog Zmaja", Bjelovar, 2024. ISBN 978-953-6928-48-4

### Povijesna građa
- Bjelovarski ustanak od 7. do 10. travnja 1941. u povijesnim izvorima – Dokumenti, Viatoni d.o.o.: Bjelovar, 2012. ISBN 978-953-56567-2-2

### Leksikon
- Željko, Kaurić, Vijoleta Herman, Filipović, Ivan, Karaula, Željko, Bulić, Ivan, Dobrovšak, Ljiljana, Šokčević, Dinko, Brlić, Ivan, Kardum, Livia, Tatić, Danijel, Leksikon Veliki rat – (hrvatski pogled), Prvi svjetski rat/Dvostrani leksikon /Hrvatski i srpski pogled, ur. Pavičić, Josip, Jovanović, Nebojša, Holjevac, Željko, Naklada Pavićić d.o.o., (Biblioteka XX stoljeće), Zagreb, 2016. (autor napravio 33 leksikonske jedinice). ISBN 978-953-7949-03-7[45]

### Zbirke pjesama
- Vodena krila, Prosvjeta – vlastita naklada, Bjelovar, 1997. ISBN 953-6340-16-X[46]
- Pjesme iz nestanka, Tiskara Horvat – ALCA d.d. – DHK – Podravsko-prigorski ogranak, Bjelovar, 2021. ISBN 978-953-7928-21-6

## Vanjske poveznice
- Suradnici Zavoda za znanstvenoistraživački i umjetnički rad. HAZU u Bjelovaru
- Academia.edu (popis radova)
- Literatura Željka Karaule u katalogu Library of Congress.
- Literatura Željka Karaule u katalogu British Library.